# ريا وسكينة

صور ريا وسكينة في متحف الشرطة

ريا وسكينة علي همام، شقيقتان مصريتان من أشهر السفاحين في مصر، اشتهرتا بتكوين عصابة لاستدراج النساء وقتلهن من أجل السرقة في الفترة ما بين ديسمبر 1919 ونوفمبر 1920 مما تسبب في خلق حالة من الذعر في مدينة الإسكندرية في ذلك الوقت؛ نزحتا في بداية حياتهما برفقة والدتهن وشقيقهن الأكبر (أبو العلا) من صعيد مصر إلى مركز كفر الزيات ومن ثم إلى مدينة الإسكندرية واستقروا بها في بدايات القرن العشرين حيث بدؤوا العمل في الأعمال غير المشروعة مثل تسهيل تعاطي المخدرات والخمور عن طريق إنشاء محال سرية لتلك الممارسات، والقوادة وتسهيل الدعارة السرية، إلى أن انتهى بهم المطاف باستدراج النساء وقتلهن بهدف الإستيلاء على مصوغاتهن الذهبية بالاشتراك مع محمد عبد العال زوج سكينة، والتي بدأت حياتها بائعة هوى، وحسب الله سعيد مرعي زوج ريا، واثنان آخران هما عرابي حسان وعبد الرازق يوسف.
ألقي القبض عليهم وتوجيه تهمة القتل العمد لـ 17 سيدة وتم إدانتهم من قبل المحكمة، وتم إعدامهم في 21 و 22 ديسمبر سنة 1921. تعد ريا وسكينة أول سيدتين يتم تنفيذ حكم الإعدام عليهن في تاريخ مصر الحديث.
وبالرغم من أن التشكيل العصابي كان مكون من 6 أفراد (ريا، سكينة، حسب الله، عبد العال، عرابي وعبد الرازق) إلا أن قصتهما اشتهرت إعلامياً بـ «ريا وسكينة» وكذلك تناولت الكثير من الأعمال الفنية نفس الاسم، حيث ألهمت قصتهن العديد من صناع الفن وبلغت نحو 12 عملاً فنياً بين أفلام ومسلسلات ومسرحيات وأعمال إذاعية لتكون أكثر شخصيات تم اقتباس قصتهن في الأعمال الفنية العربية، كما صدرت عدة مؤلفات عن حياتهن وجرائمهن وأشهرها كتاب (رجال ريا وسكينة) من تأليف صلاح عيسى عام 2002.

## حياتهن المُبكرة
ولدت ريّا في قرية الكلح التابعة لمركز إدفو بمحافظة أسوان في أقصى صعيد مصر في عام 1875 على وجه التقريب، بينما ولدت سكينة في كفر الزيات في عام 1885 تقريبًا. توفي والدهما في سن صغيرة، ثم انتقلت الأسرة إلى بني سويف ثم إلى كفر الزيات حيث كانت تعمل الشقيقتان في جمع القطن، تزوجت «ريا» من حسب الله سعيد مرعي وأنجبت منه طفلة تُدعى «بديعة» وطفل آخر توفي بعد ولادته بفترة وجيزة، ثم انتقلت سكينة مع زوجها الجديد إلى الإسكندرية لتقيم في حي اللبان نحو عام 1913، ولحقتها فيما بعد أختها ريّا مع أسرتها، تطلقت سكينة من زوجها وتزوجت بمحمد عبد العال الذي كان جارهم في ذلك الوقت.
ومع الظروف الاقتصادية الطاحنة التي واجهت المنطقة أثناء الحرب العالمية الأولى وانتشار البطالة والفقر اتجهت الأسرة للأعمال غير المشروعة والدعارة السرية، ثم بدأوا التفكير في سرقة المصوغات الذهبية من السيدات ثم دفنهن بشكل خفي ولا يترك أي أثر.
بدأ نشاط العصابة عندما كانت الشقيقتان تقومان في البداية بإغراء وخدع الضحية بالكلام المعسول حتى تنالا ثقتها ثم تسقيانها خمر قوية المفعول تؤدي بها إلى السُكر والثمالة فتفقد القدرة على التركيز والقوة على المقاومة، ومن ثم يتخذ كل فرد من أفراد العصابة دورًا في عملية قتل الضحية عن طريق كتم أنفاسها، وكان المتهم محمد عبد العال أول من أضاف إلى التحقيق أول تفاصيل عن كيفية قتل ودفن الضحايا، لينفي بذلك كل ما أشيع عن أن العصابة كانت تخنق النساء، حيث تطابقت أقواله مع تقارير الأطباء الشرعيين الذين جزموا بأن القتل كان يتم بواسطة كتم النفس وليس بأي طريقة أخرى، وعن توزيع الأدوار فيما بينهم أثناء عملية القتل، قال محمد عبد العال أن دوره في معظم العمليات كان شل قدمي الضحية، بينما يتولى آخر شل ذراعيها، ويقوم الثالث بتثبيت رأسها ليتمكن الأخير من كتم أنفاسها بمنديل مبلل بالماء حتى تلفظ أخر أنفاسها، وما أن تفارق الضحية الحياة حتى يجردونها من حليها ومصوغاتها الذهبية وملابسها ثم يقومون بدفنها في نفس المكان الذي قتلت فيه، وكانت الشقيقتان تبيعان الذهب المسروق إلى أحد الصاغة في السوق ثم تقتسمان ثمنه مع بقية أفراد العصابة.

## تحريات الشرطة
بدأت الشرطة في القيام بالتحريات نظراً لوجود بلاغات عن اختفاء سيدات في الإسكندرية، البداية كانت في منتصف يناير 1920 حين تقدمت السيدة «زينب حسن» البالغة من العمر 40 عاما ببلاغ إلى حكمدار بوليس الإسكندرية عن اختفاء ابنتها «نظلة أبو الليل» البالغة من العمر 25 عاماً منذ عشرة أيام. وقد قالت أنها تتزين بحلى ذهبية في يدها؛ وانتهى بلاغ الأم بأنها تخشى أن تكون ابنتها قد قتلت بفعل فاعل لسرقة الذهب الذي تتحلى به.
لم يتم التوصل لهن بسبب الكثير من الصعوبات والمعوقات، كانت أبرز الأسباب التي طرحها بعض المؤرخين والكتاب إلى:
1. انتشار ظاهرة هروب السيدات من عائلاتهن في ذلك الوقت بسبب الفقر أو العشق وهو ما يبرر أن احتمال اختفاء الشخص لتلك الأسباب واستبعاد فكرة القتل أو الخطف.
2. هو أن زي السيدات المنتشر وقتها هو الجلباب الأسود وغطاء الوجه وبالتالي لا يستطيع أحد التعرف على هوية أي سيدة أو التمييز بينهن.
3. عدم وجود أي أوراق هوية وقتها، وهو ما يصعب من مسألة العثور على الأشخاص المختفين.
4. أن الشقيقتين كن يستدرجن السيدات التي لها صلة مسبقة بهن أو يستطعن كسب ثقتهن، ولذلك كانت الضحية تدخل المنزل بإرادتها بدون إبداء أي ضجيج أو شكوك.
5. أن الشرطة لم تشك مطلقاً في كون المجرمين من السيدات، ولذلك تركزت التحريات عن المشتبه فيهم من الرجال ولم يفكر أحد أو يشك مطلقاً في كونها عصابة نسائية، كذلك كان أعضاء العصابة من الرجال لم يشاركوا في عمليات الاستدراج والتي كانت بالأحرى من تخصص ريا وسكينة فقط.

## اكتشاف التنظيم العصابي
استمر نشاط العصابة في استدراج الضحايا وقتلهن حتى وصلت إلى 17 سيدة (من واقع التحقيقات)، إلى أن تم اكتشاف جرائمهما عن طريق الصدفة، كانت البداية صباح 11 ديسمبر 1920 حينما تلقى اليوزباشي إبراهيم حمدي نائب مأمور قسم اللبان بالإسكندرية إشارة تليفونية من عسكري الدورية بشارع أبي الدرداء بالعثور على جثة امرأة بالطريق العام وتؤكد الإشارة وجود بقايا عظام وشعر رأس طويل بعظام الجمجمة وجميع أعضاء الجسم منفصلة عن بعضها وبجوار الجثة طرحة من الشاش الأسود وفردة شراب سوداء مقلمة بأبيض ولا يمكن معرفة صاحبة الجثة.
ثم يتقدم رجل ضعيف البصر اسمه أحمد مرسي عبدة ببلاغ إلى الكونستابل أنه أثناء قيامه بالحفر داخل حجرته لإدخال المياة والقيام ببعض أعمال السباكة فوجئ بالعثور على عظام آدمية فأكمل الحفر حتى عثر على بقية الجثة التي دفعته للإبلاغ عنها فورا، يتحمس ملازم شاب بقسم اللبان أمام البلاغ فيسرع بنفسه إلى بيت الرجل الذي لم يكن يبعد عن القسم أكثر من 50 مترا يرى الملازم الشاب الجثة بعينيه فيتحمس أكثر للتحقيق والبحث في القضية المثيرة ويكتشف في النهاية أنه أمام مفاجأة جديدة أن البيت كان يستأجرة رجل اسمه محمد أحمد السمني وكان يؤجر حجرات البيت من الباطن لحسابه الخاص ومن بين هؤلاء الذين استأجروا من الباطن في الفترة الماضية سكينة بنت علي وآخرون، وأن سكينة هي التي استأجرت الحجرة التي عثر فيها الرجل على الجثة تحت البلاط وأكدت التحريات أن سكينة تركت الغرفة مرغمة بعد أن طرد صاحب البيت بحكم قضائي المستأجر الأصلي، وحاولت العودة إلى استئجار الغرفة بكل الطرق والإغراءات لكن صاحب البيت رفض ذلك، مما دفع الضابط للشك في سكينة بسبب ذلك.
بعد ظهور الجثتان المجهولتان لاحظ أحد المخبريين السريين المنتشرين في كل أنحاء الإسكندرية بحثا عن أية أخبار تخص اختفاء النساء، لاحظ هذا المخبر واسمه أحمد البرقي انبعاث رائحة بخور مكثفة من غرفه ريا بالدور الأرضي بمنزل خديجة أم حسب بشارع علي بك الكبير وأكد المخبر أن دخان البخور كان ينطلق من نافذة الحجرة بشكل مريب مما أثار شكوكه فقرر أن يدخل الحجرة والتي أصابها ارتباك شديد حينما سألها المخبر عن سر هذا الكم من البخور، سبب ذلك الإرتياب في شك المخبر والذي أسرع إلى اليوزباشي إبراهيم حمدي ليبلغه شكوكه في ريا وغرفتها، على الفور تنتقل قوة من ضباط الشرطة والمخبرين والصولات إلى الغرفة ووجدوا صندرة من الخشب تستخدم للتخزين ويأمر الضابط بإخلاء الحجرة ونزع الصندرة فيكتشف الضابط أن البلاط الموجود فوق أرضية الحجرة وتحت الصندرة حديث التركيب بخلاف باقي بلاط الحجرة، فيأمر بنزع البلاط وعند نزعها تصاعدت رائحة العفن بشكل لا يحتمله إنسان ثم تم نزع أكبر كمية من البلاط فتظهر جثة امرأة، تصاب ريا بالهلع ويزداد ارتباكها، بينما يأمر الضابط باستكمال الحفر والتحفظ على الجثة حتى يحرر محضرا بالواقعة في القسم ويصطحب ريا معه إلى قسم اللبان لكنه لا يكاد يصل إلى بوابة القسم حتى يتم إخطاره بالعثور على الجثة الثانية بل تعثر القوة الموجودة بحجرة ريا على دليل دامغ وحاسم هو ختم حسب الله المربوط في حبل دائري يبدو أن حسب الله كان يعلقه في رقبته وسقط منه وهو يدفن إحدى الجثث، لم تعد ريا قادرة على الإنكار خاصة بعد وصول بلاغ جديد إلى الضابط من رجاله بالعثور على جثة ثالثة.
وتضطر ريا إلى الاعتراف بأنها لم تشترك في القتل ولكن كان هناك رجال يأتون الغرفة مع نساء وأنهم ارتكبوا الجرائم أثناء غيابها وحددت الرجلين بأنهما عرابي وأحمد الجدر، ثم تـأمر النيابة بالقبض على كل من ورد اسمه في البلاغات الأخيرة خاصة بعد أن توصلت أجهزة الأمن لمعرفة أسماء صاحبات الجثث التي تم العثور عليها في منزل ريا، ثم وصلت تحريات من صول يدعى محمد الشحات تؤكد أن ريا كانت تستاجر حجرة أخرى بحارة النجاة من شارع سيدي اسكندر تناقل قوة البوليس بسرعة إلى العنوان الجديد ويتم إخلاء الحجرتين ويتم اكتشاف جثث جديدة.
ينطلق الضباط إلى بيوت جميع المتهمين المقبوض عليهم ويعثر الملازم أحمد عبد الله من قوة المباحث على مصوغات وصور وكمبياله بمائة وعشرين جنيها في بيت المتهم عرابي حسان كما يعثر نفس الضابط على أوراق وإحراز أخرى في بيت أحمد الجدر، ثم تصل معلومة إلى أن ريا كانت تسكن في بيت آخر بكرموز وتركت هذا السكن بحجة أن المنطقة سيئه، وعند الحفر يتم اكتشاف جثة امرأة جديدة.
كان أقوى الأدلة هو العثور على جلباب نبوية في بيت سكينة وأكدت بعض النسوة من صديقات نبوية أن الجلباب يخصها ولقد اعترفت سكينه أانه جلباب نبوية ولكنها قالت أن العرف السائد بين النساء في الحي هو أن يتبادلن الجلاليب وأنها أعطت نبوية جلبابا وأخذت منها هذا الجلباب.

### مسارح الجريمة
البيوت التي شهدت الجرائم كانت أربعة وجميعها تقع قرب ميدان المنشية، وكانت عناوين البيوت تحديدا هي:
- رقم 5 شارع ماكوريس في حي كرموز.
- رقم 38 شارع علي بك الكبير.
- رقم 6 حارة النجاة.
- رقم 8 حارة النجاة.

## التحقيقات
كانت ريا هي أول من قرر الإعتراف مبكراً والتي أقرت أنها امرأة ساذجة وأن الرجال كنوا يأتون إلى حجرتها بالنساء أثناء غيابها ثم يقتلون النساء قبل حضورها وأنها لم تحضر سوى عمليه قتل واحدة وانفردت النيابة بأكبر شاهدة إثبات في القضية بديعة بنت ريا التي طلبت الحصول على الأمان قبل الاعترافات كي لا تنتقم منها خالتها سكينة وزوجها وبالفعل طمأنوها فاعترفت بوقائع استدراج النساء إلى بيت خالتها وقيام الرجال بذبحهن ودفنهن ورغم الاعترافات الكاملة لبديعة إلا أنها حاولت أن تخفف من دور أمها ريا ولو على حساب خالتها سكينة بينما كانت سكينة حينما تعترف بشكل نهائي تخفف من دور زوجها.
بينما تروي سكينة في باقي اعترافاتها قصه قتل 17 سيدة وفتاة لكنها تؤكد أن أختها ريا هي التي ورطتها في المرة الأولى مقابل ثلاثة جنيهات وبعد ذلك كانت تحصل على نصيبها من كل جريمة دون أن تملك الاعتراض خوفا من أن يقتلها زوجها عبد العال ورجاله.
كانت القضية قد شغلت الرأي العام في مصر وتصدرت أخبار القبض على المتهمين عناوين الصحف، ولكن لم تمر التحقيقات بسهولة نظراً لتضارب روايات المتهمين وتعدد الخيوط وعدم وجود أدلة كافية، مما قد تؤدي لفشل حسم القضية وهروب الجناة من العدالة، حتى يضطر كامل بك عزيز وكيل النائب العام في الإسكندرية إلى الإعتذار عن القضية بعد أن ظل 12 يومًا يحقق دون جدوى، لم يصل إلى أي دليل إدانة دامغ ضد ريا وسكينة.
وعلى الفور كلف النائب العام سليمان بك عزيز وكيل النيابة العمومية ورئيس نيابة القاهرة لإستكمال التحقيقات والذي استطاع ربط خيوط القضية وحسمها بعد ثلاثة أيام من وصوله، حيث تم استجواب ابنة ريا وهي «بديعة» والتي أقرت بمشاهدتها للجرائم، ومع مواجهتها لريا اضطرت إلى الإعتراف، ومع مواجهة المتهمين بالأدلة واعترافات الآخرين انتهى بهم الأمر إلى أن اعترفوا بارتكاب هذه الجرائم.

## الضحايا
غالبية ضحايا عصابة رجال ريا وسكينة كن من البغايا اللائي سبق لهن التعامل مع أفراد العصابة حيث عمل معظمهن في بيوت البغاء التي قامت ريا وسكينة بإدارتها سرًا، وبلغ عددهن 17 امرأة وفقًا لإعترافات أفراد العصابة، تم التعرف على 14 جثة منهن فقط، وباقي الجثث لم يتذكر أحد من المتهمين أسمائهن ولم يتقدم أحد ببلاغ عن اختفائهن.
|    | اسم الضحية             | تاريخ الوفاة   | مكان الدفن                         |
| -- | ---------------------- | -------------- | ---------------------------------- |
| 1  | خضرة محمد اللامي       | 21 ديسمبر 1919 | منزل رقم 38، حارة علي بك الكبير.   |
| 2  | نظلة أبو الليل         | 4 يناير 1920   | منزل رقم 38، حارة علي بك الكبير.   |
| 3  | عزيزة (مجهولة اللقب)   | 20 يناير 1920  | منزل رقم 38، حارة علي بك الكبير.   |
| 4  | نبوية (من كوم بكير)    | 9 فبراير 1920  | منزل رقم 38، حارة علي بك الكبير.   |
| 5  | نبوية بنت جمعة         | 13 فبراير 1920 | منزل رقم 8، حارة النجاة.           |
| 6  | امرأة مجهولة الإسم     | 4 مارس 1920    | منزل رقم 38، حارة علي بك الكبير.   |
| 7  | زنوبة موسى             | 19 مارس 1920   | منزل رقم 6، حارة النجاة.           |
| 8  | فاطمة (مجهولة اللقب)   | 22 أبريل 1920  | منزل رقم 38، حارة علي بك الكبير.   |
| 9  | أنيسة رضوان            | 1 يوليو 1920   | منزل رقم 38، حارة علي بك الكبير.   |
| 10 | سليمة الفقي (أم فرحات) | 18 أغسطس 1920  | منزل رقم 5 شارع ماكوريس، حي كرموز. |
| 11 | نبوية بنت علي          | 28 أغسطس 1920  | منزل رقم 5 شارع ماكوريس، حي كرموز. |
| 12 | زنوبة بنت عليوة        | 3 أكتوبر 1920  | منزل رقم 38، حارة علي بك الكبير.   |
| 13 | فاطمة عبد ربه          | 20 أكتوبر 1920 | منزل رقم 5 شارع ماكوريس، حي كرموز. |
| 14 | فردوس فضل عبد الله     | 1 نوفمبر 1920  | منزل رقم 38، حارة علي بك الكبير.   |

## حكم المحكمة
عقدت المحكمة الجلسة الأخيرة من المحاكمة في يوم الاثنين الموافق 16 مايو 1921 في تمام الساعة الثامنة والنصف صباحًا، وتم توجيه تهمة القتل العمد مع سبق الإصرار والترصد بدافع السرقة لكلٌّ من: ريا وسكينة علي همام وحسب الله سعيد مرعي، ومحمد عبد العال، وعرابي حسان وعبد الرازق يوسف؛ وتهمة المشاركة بالتستر لكلٌّ من: علي حسن نصر، الصائغ الذي قام بشراء مصوغات جميع الضحايا، وأمينة بنت منصور الشهيرة بـ«أم أحمد النص»، ومحمد علي القادوسي الشهير بـ«النُص»، وسلامة محمد خضر الشهير بـ«سلامة الكبت».
وحكمت المحكمة على كلُّ من: ريا وسكينة علي همام، وحسب الله سعيد مرعي، ومحمد عبد العال، وعرابي حسان وعبد الرازق يوسف بالإعدام شنقًا، وعلى علي محمد نصر - الصائغ - بالحبس لمدة خمس سنوات، بينما حكمت المحكمة ببراءة كلٌّ من: سلامة محمد خضر الشهير بسلامة الكبت، وأمينة بنت منصور الشهيرة بأم أحمد الُنص، ومحمد علي القادوسي الشهير بالنُص.
كانت هناك مشكلة تمثلت في هل سيرضى القضاء بإعدام سيدتين لأول مرة نظراً لكونه غريباً عن المجتمع المصري وقتها، إلا أن النيابة استطاعت في مرافعتها إقناع المحكمة، حيث كانت القضايا السابقة الخاصة بجرائم ترتكبها نساء دائماً ما يكون فيها مبرر أو دافعًا لإرتكاب الجريمة مثل الأخذ بالثأر أو الغيرة أو غسل العار أو الانتقام أو حتى السرقة ولذلك كان يتم الرأفة بهن، إلا أن قضية ريا وسكينة تكاد تخلو من أي مبرر للرأفة، فهذه المرة كانت الجريمة أشد قسوة واتسمت بغلظة القلب حيث يرتكبون جرائمهم في نفس مكان مبيتهم ويأكلون ويشربون وينامون فوق مكان دفن الضحايا دون اهتمام، كذلك اعتمدوا على قتل النساء وسرقتهن كمصدر للمال بلا رحمة ولا شفقة، وأيّد طلب النيابة أحد المحامين عن المدعين بالحق المدني بشأن إعدام ريا وسكينة، وقال بإن عدم صدور أحكام بالإعدام ضد النساء فيما عدا حكما واحدا صدر في بداية إنشاء المحاكم الأهلية عام 1883 أدى إلى تشجيع النساء على ارتكاب جرائم القتل.

## تنفيذ حكم الإعدام
لم تكد شمس يوم الأربعاء الموافق 21 ديسمبر 1921 تشرق حتى بدأ أعضاء هيئة تنفيذ حكم الإعدام يتوافدون على سجن الحضرة بمدينة الإسكندرية، وكان تشكيل الهيئة استثنائيًا، فلم يقتصر على سلطات السجن المحلية، بل ضم محمد حداية باشا محافظ الإسكندرية في ذلك الوقت، ومدير أمن الإسكندرية. وفي الساعة السابعة والنصف صباحًا اصطفت هيئة التنفيذ أمام غرفة الإعدام، وجاء حراس السجن بـ ريّا، وكتب مندوب صحيفة الأهرام فيما بعد إنها كانت ترتدي ملابس الإعدام الحمراء وعلى رأسها طاقية بيضاء، تسير بأقدام ثابتة، إلا أنها كانت ممتقعة اللون، خائرة القوى، وقد استمعت بصمت إلى حكم الإعدام الذي تلاه عليها مأمور السجن، ثم أُدخلت إلى غرفة الإعدام. وطبقًا للبيانات التي وردت في أورنيك السجون رقم 169، الذي يتضمن تقرير الطبيب عن المسجونين المنفذ عليهم حكم الإعدام شنقًا، فا كان وزنها عند دخول السجن 42 كيلو جرامًا، ارتفع عند تنفيذ الحكم إلى إلى خمسين كيلو جرامًا ونصف. استمر نبضها لمدة دقيقتين بعد الإعدام وظلت مُعلقة لمدة نصف ساعة.
وبعد الساعة الثامنة بقليل، اقتيدت سكينة إلى غرفة تنفيذ الإعدام وكتب مندوب صحيفة الأهرام أنها أكثرت من الحركة والكلام بينما كان مأمور السجن يقرأ عليها نص الحكم، وكانت تتمتم بعبارات تعلق بها على ما تسمعه، وأضاف أنها كانت عند التنفيذ جريئة ورابطة الجأش. وأفاد تقرير الدكتور عبد الله عزت طبيب السجن في الأورنيك رقم 169 أن سكينة علي همام دخلت السجن ووزنها 47 كيلو جرامًا وارتفع إلى 53 كيلو جرامًا قبل تنفيذ حكم الإعدام. استمر نبضها 4 دقائق وظلت مُعلقة لمدة نصف ساعة.
وفي حوالي الساعة التاسعة، جاءوا بـ حسب الله سعيد، وكان رابط الجأش هو الآخر وعلق على منطوق حكم الإعدام بألفاظ بذيئة. وذكر في الأورنيك رقم 169 أنه كان وزنه 70 كيلو جرامًا عندما دخل السجن، ارتفع إلى 72 كيلو جرامًا قبل تنفيذ حكم الإعدام عليه. استمر نبضه لمدة ثلاثة دقائق وظل مُعلقًا لمدة نصف ساعة.
وفي اليوم التالي، الخميس الموافق 22 ديسمبر 1921، نُفذ حكم الإعدام فيمن تبقى من «رجال ريا وسكينة». وكان أول الذين أعدموا في ذلك اليوم هو عبد الرازق يوسف، الذي قاوم الحراس أثناء اقتيادهم له إلى ساحة التنفيذ ثم إلى غرفة الإعدام، مما اضطرهم إلى سحبه بالقوة على الأرض، ثم تكبيل يديه بالحديد خلف ظهره، وظل أثناء تلاوة الحكم يتأوه ويصرخ مُدعيًا أنه بريء. وقال التقرير الطبي أنه كان يزن 78 كيلو جرامًا عند دخوله السجن، وارتفع وزنه إلى 81 كيلو جرامًا قبل تنفيذ حكم الإعدام عليه، وكان باهت اللون وخائر القوى عند التنفيذ. استمر نبضه لمدة ثلاثة دقائق وظل مُعلقًا لمدة نصف ساعة.
وفي الساعة الثامنة صباحًا، جاءوا بـ محمد عبد العال وكان، طبقًا لما ذكره مندوب صحيفة الأهرام، جريئًا جدًا، رابط الجأش وبحالته الطبيعية. وقال التقرير الطبي أنه كان يزن 67 كيلو جرامًا عند دخوله السجن، وارتفع وزنه إلى 74 كيلو جرامًا قبل تنفيذ حكم الإعدام. استمر نبضه لمدة خمس دقائق وظل مُعلقًا لمدة نصف ساعة
وفي الساعة التاسعة جاءوا بالأخير، عرابي حسان، الذي ظل يصرخ هو الآخر ويقول بأنه مظلوم، وكان خائر القوى وباهت اللون وقت تنفيذ حكم الإعدام. استمر نبضه لمدة دقيقتين وظل مُعلقًا لمدة نصف ساعة.

## ريا وسكينة في الإعلام
استوحت من قصة ريا وسكينة الكثير من الكتب والأعمال الفنية وصلت إلى 12 عمل فني وهي (بالترتيب الزمني):
- مسرحية ريا وسكينة: إنتاج عام 1922 وهي أول عمل فني عن القصة وأنتجت بعد شهور من تنفيذ حكم الإعدام، ومن بطولة وإخراج نجيب الريحاني وشاركته بديعة مصابني في المسرحية، ومن تأليف بديع خيري.
- فيلم ريا وسكينة، إنتاج سنة 1953، بطولة نجمة إبراهيم وزوزو حمدي الحكيم وفريد شوقي وأنور وجدي وشكري سرحان.
- فيلم إسماعيل يس يقابل ريا وسكينة، بطولة إسماعيل ياسين ومعه أيضا نجمة إبراهيم وزوزو حمدي وعبد الفتاح القصري ورياض القصبجى.
- مسلسل إذاعي عودة ريا وسكينة 1972 من تأليف عبد الرحمن فهمي عن قصة مقتبسة عن شخص محتال يقوم بأعمال السرقة على طريقة ريا وسكينة ثم تنتشر شائعة عن وجود عفريت ريا وسكينة وأنه ليس شخصاً عادياً، شارك بالتمثيل يوسف شعبان ومديحة حمدي وآخرون.
- فيلم ريا وسكينة، إنتاج سنة 1983، بطولة شريهان ويونس شلبي وحسن عابدين.
- مسرحية ريا وسكينة، بطولة سهير البابلي وشادية وعبد المنعم مدبولي وأحمد بدير.
- مسرحية ريا وسكينة في مارينا: أنتجت عام 2004 من تأليف سمير الطائر وبطولة عبد المنعم مدبولي وماجد المصري ورامي عصام ونهلة سلامة، وإخراج أحمد البدري.
- مسلسل ريا وسكينة، إنتاج سنة 2005، بطولة عبلة كامل وسمية الخشاب وسامي العدل وأحمد ماهر وصلاح عبد الله ورياض الخولي، وهو العمل الوحيد الذي تناول القصة الأصلية الحقيقية للشخصيات والأحداث والوقائع استناداً لكتاب (رجال ريا وسكينة) للكاتب صلاح عيسى الذي صدر عام 2002.
- فيلم الحرب العالمية الثالثة انتج عام 2014، ظهرت في الفيلم شخصيتي ريا وسكينة في الفيلم كشخصيات ثانوية.
- برنامج تلفزيوني بعنوان : ريا وسكينة تقديم هالة فاخر وغادة عبد الرازق.
- مسلسل وردة شامية عام 2017 مستوحى من قصتهما لكن بتغيير أسماء الشخصيات والمكان مستوحى من البيئة الشامية، وهو من بطولة شكران مرتجى وسلافة معمار.
- وأخيراً مسلسل بنات همام عام 2025 مستوحى من قصة احمد عاشور براءة ريا وسكينة والتي تقدم أحداث جديدة تبرأ ساحة السافحتين لتجعلهما من المناضلات ضد الاحتلال الانجليزي بطولة حورية فرغلي ووفاء عامر.